# Stenia bademusalis
Stenia bademusalis là một loài bướm đêm trong họ Crambidae.